# Georg Prochaska
Georg Prochaska (tjeckiska: Jiří Procházka), född den 10 april 1749 i Lispitz i Mähren, död den 17 juli 1820, var en österrikisk läkare.
Procházka var 1778-91 anatomie professor vid Karlsuniversitetet i Prag och därefter till 1819 professor i anatomi, fysiologi och oftalmologi i Wien. Han var en framstående ögonläkare och uppges ha utfört över 3 000 starroperationer. Bland hans skrifter kan nämnas Disquisitio anatomico-physiologica organismi corporis humani ejusque processus vitalis (1812).